# Dhading (district)

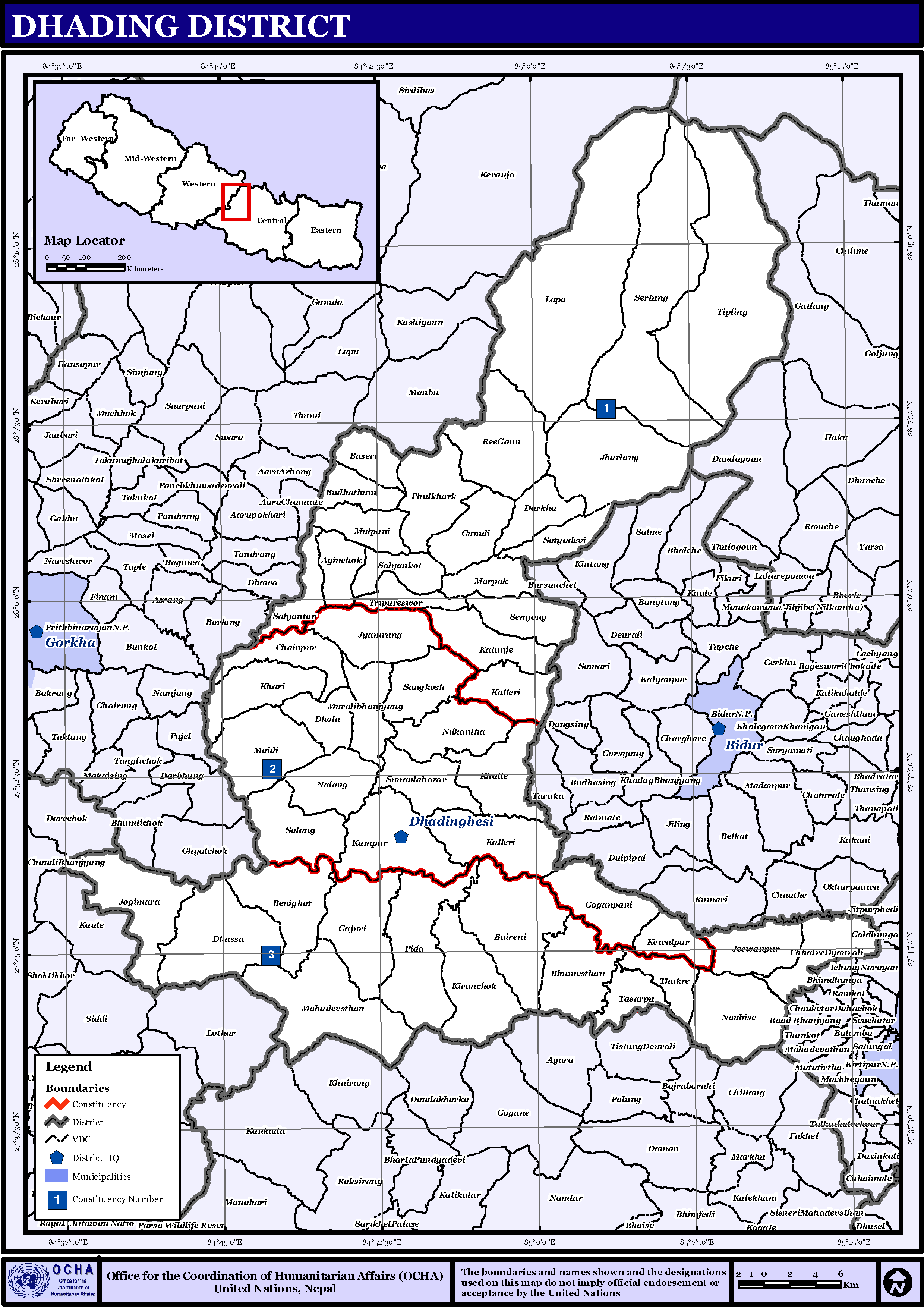
Kaart van het district Dhading

Dhading (Nepalees: धादिङ) is een van de 75 districten van Nepal. Het district is gelegen in de zone Bagmati en de hoofdplaats is Kumpur, vroeger Dhading Besi genaamd.

## Stedenendorpscommissies[2][3]
- Stad: Nepalees: nagarpalika of N.P.; Engels: municipality;
- Dorpscommissie: Nepalees: gāu bikās samiti; Engels: village development committee of VDC.

- Steden (0): geen.
- Dorpscommissies (50): Aginchok, Baireni, Baseri, Benighat, Bhumesthan (of: Bhumisthan), Budhathum, Chainpur (of: Chainpur(Dhading)), Chharte Dyaurali (of: Chhatredeurali), Darkha, Dhola, Dhussa (of: Dhusa), Duwakot (of: Dhuwakot), Gajuri, Goganpani, Gumdi, Jeewanpur (of: Jiwanpur), Jharlang, Jogimara, Jyamrung, Kalleri, Katunje, Kewalpur (of: Kebalpur), Khalte, Kharki (of: Khari), Kiranchok, Kumpur, Lapa, Mahadevsthan, Maidi, Marpak, Mulpani, Murali Bhanjyang (of: Muralibhanjyang), Nalang, Naubise, Nilkantha (of: Nilkanth), Phulkharka, Pida, Reegaun (of: Ree Gaun, of: Ri), Salang, Salyankot, Salyantar, Sanaula Bazar (of: Sunaula Bazar, of: Sunaulabajar), Sangkosh (of: Sangkos), Satyadevi, Semjong (of: Semjung), Sertung, Tasarpu, Thakre, Tipling, Tripureshwor (of: Tripureswor, of: Tripureshwar).

Achham · 
Arghakhanchi · 
Baglung · 
Baitadi · 
Bajhang · 
Bajura · 
Banke · 
Bara · 
Bardiya · 
Bhaktapur · 
Bhojpur · 
Chitwan · 
Dadeldhura · 
Dailekh · 
Dang · 
Darchula · 
Dhading · 
Dhankuta · 
Dhanusa · 
Dolkha · 
Dolpa · 
Doti · 
Gorkha · 
Gulmi · 
Humla · 
Ilam · 
Jajarkot · 
Jhapa · 
Jumla · 
Kailali · 
Kalikot · 
Kanchanpur · 
Kapilvastu · 
Kaski · 
Kathmandu · 
Kavrepalanchok · 
Khotang · 
Lalitpur · 
Lamjung · 
Mahottari · 
Makwanpur · 
Manang · 
Morang · 
Mugu · 
Mustang · 
Myagdi · 
Nawalparasi · 
Nuwakot · 
Okhaldhunga · 
Palpa · 
Panchthar · 
Parbat · 
Parsa · 
Pyuthan · 
Ramechhap · 
Rasuwa · 
Rautahat · 
Rolpa · 
Rukum · 
Rupandehi · 
Salyan · 
Sankhuwasabha · 
Saptari · 
Sarlahi · 
Sindhuli · 
Sindhulpalchok · 
Siraha · 
Solukhumbu · 
Sunsari · 
Surkhet · 
Syangja · 
Tanahu · 
Taplejung · 
Terhathum · 
Udayapur